# Stephanos Dragoumis
Stephanos Dragoumis (grekiska: Στέφανος Δραγούμης), född 1842 i Aten, död den 17 september 1923, var en grekisk politiker.
Dragoumis var domare, då han 1879 invaldes i parlamentet. Han var utrikesminister 1886-90 och 1892-93 (under Trikoupis). Dragoumis blev konseljpresident i januari 1910 under de förvirrade förhållanden, som följde efter militärkuppen 1909; militärligans chef general Zorbas intog som krigsminister en dominerande ställning i hans ministär. Ur stånd att bringa reda i virrvarret, gav Dragoumis i oktober samma år rum för Venizelos. Från 1912 var han litterärt verksam. Under 1915 års kris deltog Dragoumis i det kronråd, som inkallades av kung Konstantin.